# Mount Coree
Mount Coree (Coree Mount) är ett berg i Australien. Det ligger på gränsen mellan kommunen Yass Valley i delstaten New South Wales och Australian Capital Territory, i den sydöstra delen av landet, omkring 270 kilometer sydväst om Sydney. Toppen på Mount Coree är 1 421 meter över havet, eller 336 meter över den omgivande terrängen. Bredden vid basen är 3,2 km.
Trakten runt Mount Coree är nära nog obefolkad, med mindre än två invånare per kvadratkilometer..
I omgivningarna runt Mount Coree växer i huvudsak städsegrön lövskog. Genomsnittlig årsnederbörd är 1 197 millimeter. Den regnigaste månaden är februari, med i genomsnitt 188 mm nederbörd, och den torraste är oktober, med 72 mm nederbörd.